# 스탈린선

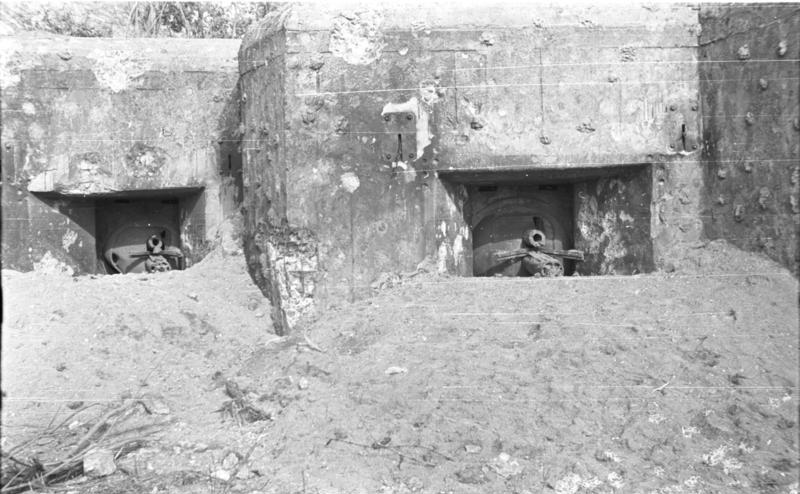
마힐료우 근처 스탈린 선 참호의 포대

스탈린 선은 소련 (소련)의 서부 국경을 따라 이어진 요새선이었다. 이 시스템은 서쪽으로부터의 공격에 대비하여 소련을 보호하기 위해 1920년대에 건설이 시작되었다. 이 선은 콘크리트 엄폐호와 포대로 이루어져 있었으며, 마지노선과 다소 유사하지만 덜 정교했다. 이것은 전체 국경을 따라 이어진 연속적인 방어선이 아니라, 잠재적인 침략자들을 특정 통로로 유도하기 위한 요새화된 지구들의 네트워크였다.
독일-소련 불가침 조약의 여파로 1939년과 1940년 폴란드, 발트 지방, 베사라비아로 소련이 서쪽으로 확장되면서, 소련의 새로운 국경을 따라 더 서쪽에 몰로토프선을 건설하기 위해 이 선을 포기하기로 결정되었다. 많은 소련 장군들은 두 선 모두를 유지하고 종심방어를 하는 것이 더 나을 것이라고 생각했지만, 이는 제2차 세계 대전 이전의 소련 군사 교리와 상충되었다.

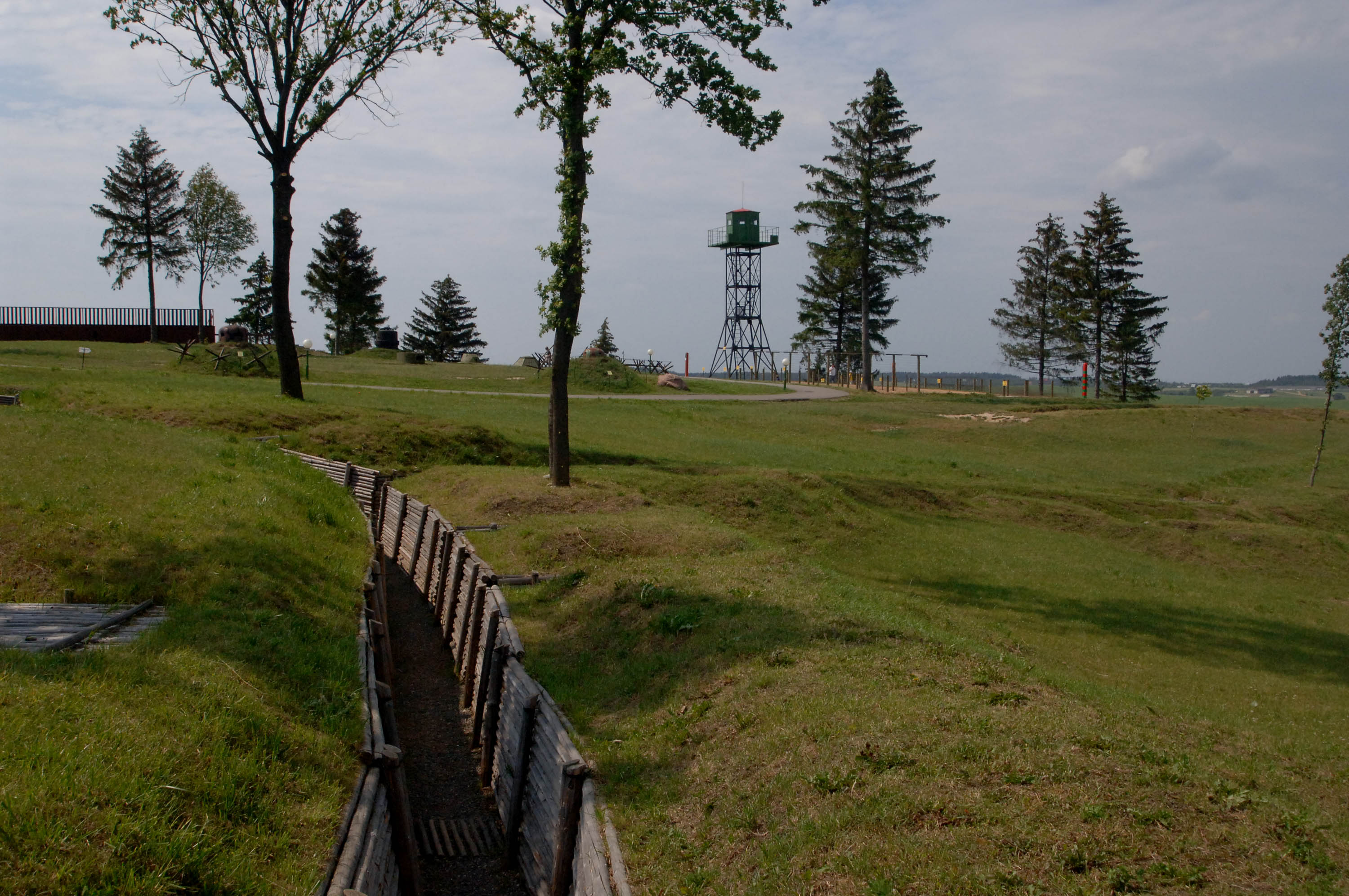
민스크 근처 스탈린 선의 보존된 유적

따라서 포는 제거되었지만, 대부분 새로운 선이 건설되기 시작하면서 보관되어 있었다. 1941년 추축국의 침공은 소련이 새로운 선을 완성하지 못한 채 스탈린 선이 대부분 버려지고 황폐해진 상태에서 덮쳤다. 두 선 모두 맹공격을 막는 데 큰 도움이 되지 못했지만, 스탈린 선의 일부는 제때에 병력이 배치되어 소련 방어에 기여했다.
제2차 세계 대전 이후, 이 선은 소련 전역에 넓게 분산되어 있다는 부분적인 이유로 유지되지 않았다. 유사한 요새들이 개발 및 안전상의 이유로 철거된 서유럽과는 달리, 스탈린 선의 많은 부분은 무시되었기 때문에 1991년 소련 해체 이후에도 살아남았다. 오늘날, 스탈린 선 요새의 잔해는 벨라루스, 러시아, 우크라이나 (그리고 아마도 몰도바의 동부 지역)에 위치하고 있다.

## 같이 보기
- KaUR – 상트페테르부르크 북쪽의 요새화된 지역
- 소련 공격 계획 논란 – 1940-1941년 해체를 설명하려는 논란의 여지가 있는 시도